# Gennaro Astarita
Gennaro Astarita (mezi lety 1745–1749? – 18. prosince 1805 Rovereto) byl italský hudební skladatel.

## Život
Místo narození není známé. Studoval v Neapoli, pravděpodobně na konzervatoři S. Maria di Loreto. Kariéru operního skladatele zahájil roku 1765 operou L'orfana insidiata komponovanou společně s Niccolò Piccinnim. V roce 1770 se stal v Neapoli dirigentem.
Okolo roku 1777 odešel za nevyjasněných okolností z Neapole a svá díla uváděl mimo Neapol i mimo Itálii. V roce 1775 uvedl premiéru své opery Li sapienti ridicoli, ovvero Un pazzo ne fa cento v Praze a v roce 1780 působil také v Bratislavě, kde uvedl nejméně tři své opery.
Astarita je také často zmiňován v souvislosti v rozvojem opery v Rusku. Poprvé Rusko navštívil v roce 1781 a v roce 1784 se stal ředitelem moskevského Petrovského divadla, předchůdce Velkého divadla. V roce 1794 jej kníže Nikolaj Borisovič Jusupov, který byl v té době ředitele carských divadel v Petrohradě, požádal, aby přivedl do města italský operní soubor. Jeho přání splnil v roce 1796 a s tímto souborem pak působil v Petrohradě do roku 1799. Zemřel v Roveretu 18. prosince 1805.

## Dílo
Zkomponoval okolo čtyřiceti oper, převážně žánru opera buffa. Mimo opery psal i instrumentální hudbu a chrámové skladby.

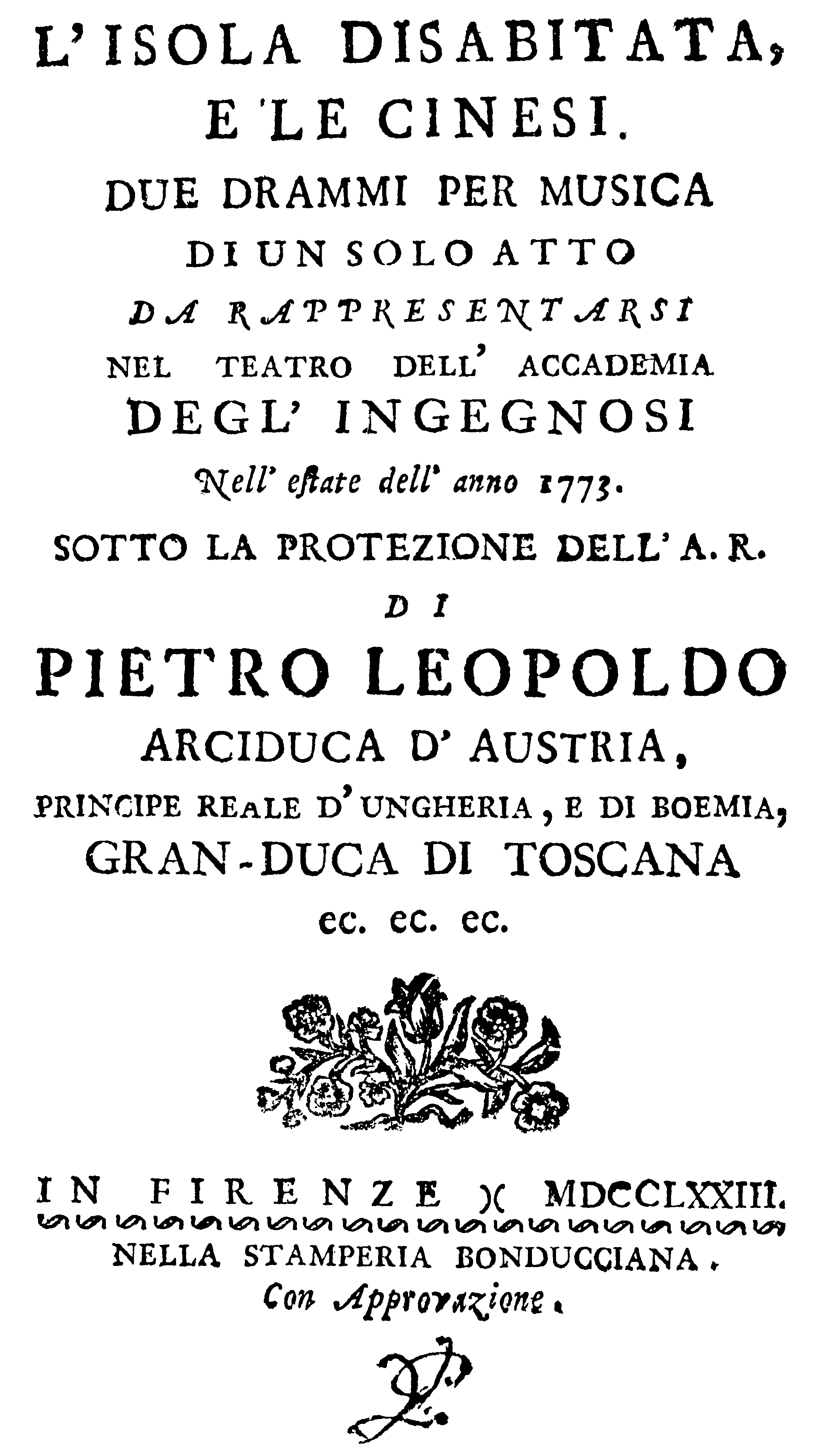
Titulní strana libreta opery Le cinesi, Florencie 1773

## Opery
- L'orfana insidiata (opera buffa, 1765 Neapol, spolupráce Niccolò Piccinni)
- Il corsaro algerino (opera buffa, libreto Giuseppe Palomba, 1765 Neapol)
- Tra i due litiganti il terzo gode (opera buffa, libreto G. B. Lorenzi, 1766 Neapol)
- Il vaticinio di Carmenita (azione drammatica, libreto G. Baldanza, 1768 Palermo)
- L'astuta cameriera (dramma giocoso, 1770 Turín)
- Gli amanti perseguitati (opera semi-seria, 1770 Turín)
- Il re alla caccia (1770 Turín)
- La critica teatrale (opera buffa, libreto Ranieri de' Calzabigi, 1771 Turín)
- La contessa di Bimbimpoli  (dramma giocoso, libreto Giovanni Bertati, 1772 Benátky, jako Il divertimento in campagna, 1783 Drážďany)
- L'avaro in campagna (dramma giocoso, libreto Giovanni Bertati, 1772 Turín)
- La tomba di Merlino (opera buffa, libreto Giovanni Bertati, 1772 Turín)
- La contessina (dramma giocoso, libreto Marco Coltellini podleGoldoniho, 1772 Livorno)
- I visionari (opera buffa, libreto G. Bertati podle Goldoniho: Il mondo della luna, 1772 Turín),
- L'isola disabitata a Le cinesi (opera seria, libreto Pietro Metastasio, 1773 Florencie)
- Le finezze d'amore, o sia La farsa non si fa, ma si prova (farsa, libreto Giovanni Bertati, 1773, Benátky)
- La contessina (opera buffa, libreto Carlo Goldoni, 1773 Livorno)
- Li astrologi immaginari (dramma giocoso, 1774 Lugo)
- Il marito che non ha moglie (dramma giocoso, libreto Giovanni Bertati 1774, Benátky)
- Il principe ipocondriaco (dramma giocoso, libreto Giovanni Bertati 1774, Benátky)
- La villanella incostante (dramma giocoso, libreto G. Bertati, 1774 Cortona)
- Il mondo della luna (dramma giocoso, libreto Carlo Goldoni, 1775 Benátky)
- Li sapienti ridicoli, ovvero Un pazzo ne fa cento (dramma giocoso, libreto Giovanni Bertati, 1775 Praha)
- L'avaro (dramma giocoso, libreto Giovanni Bertati, 1776 Ferrara)
- Armida (opera seria, libreto Giovanni Ambrogio Migliavacca a Giacomo Durazzo, 1777 Benátky)
- La dama immaginaria (dramma giocoso, libreto Pier Antonio Bagliacca, 1777 Benátky)
- L'isola del Bengodi (dramma giocoso, libreto Carlo Goldoni, 1777 Benátky)
- Ulisse e Circe (opera seria, 1777 Neapol)
- Il marito indolente (dramma giocoso, 1778, Bologna)
- La contessina (opera buffa, libreto M. Coltellini podle Goldoniho, 1778 Bologna, spolupráce Domenico Cimarosa a Florian Leopold Gassmann)
- Le discordie teatrali (dramma giocoso, 1779, Florencie)
- Il francese bizzarro (opera buffa, 1779, Benátky)
- Il caffè di campagna (opera buffa, libreto Pietro Chiari, 1779 Terst)
- Le discordie teatrali (opera buffa, 1779 Florencie)
- Nicoletto bellavita (opera buffa, 1779, Treviso)
- La Didone abbandonata (opera seria, libreto Pietro Metastasio, 1780 Bratislava)
- L'isola disabitata (opera seria, libreto Metastasio, 1780 Bratislava)
- Il trionfo della Pietà (opera seria, 1780 Bratislava)
- Circe ed Ulisse (opera seria, libreto Nunziato Porta, 1781 Braunschweig)
- La molinarella (opera buffa, 1783 Ravenna)
- Il diavolo a quattro (farsa, 1785, Neapol)
- I capricci in amore (dramma giocoso, 1787 Petrohrad)
- Pridvornaja sumašedšaja (opera buffa, libreto J. B. Knjaznin podle J. F. Regnarda: Les Folies amoureuses, 1789 Petrohrad)
- Il curioso accidente (dramma giocoso, libreto Giovanni Bertati, 1789 Benátky)
- Ipermestra (opera seria, libreto Pietro Metastasio, 1789 Benátky)
- L'inganno del ritratto (dramma giocoso, 1791 Florencie)
- La nobiltà immaginaria (intermezzo, 1791 Florencie)
- L'impresario in scompiglio (opera buffa, libreto G. Bertati, 1791 Milán)
- L'equivoco del ritratto (opera buffa, 1791 Florencie)
- Il medico parigino o sia L'ammalato per amore (dramma giocoso, libreto Giuseppe Palomba, 1792 Benátky)
- Il parrucchiere (opera buffa, libreto G. Palomba, 1793 Berlín)
- Le fallaci apparenze (dramma giocoso, libreto Giovanni Battista Lorenzi, 1793 Benátky)
- Rinaldo d'Asti (opera buffa, libreto Giuseppe Carpani, 1796 Petrohrad)
- Gl'intrighi per amore (opera buffa, 1796 Petrohrad)

## Jiné skladby
- L'Olimpiade (balet, Florencie, Teatro dell'Accadernia degli Infuocati, 1773)
- Sinfonia a tre tempi in re maggiore per otto strumenti
- Cantata villareccia (1776, Verona))
- Les portes de la misericorde (čtyřhlasý sbor, Petrohrad 1799)
- Messa 1805
- Různé drobné vokální skladby